# Saint-Hilaire-de-la-Côte
Saint-Hilaire-de-la-Côte is een gemeente in het Franse departement Isère (regio Auvergne-Rhône-Alpes. De plaats maakt deel uit van het arrondissement Vienne. Saint-Hilaire-de-la-Côte telde op 1 januari 2022 1.598 inwoners. 

## Geografie
De oppervlakte van Saint-Hilaire-de-la-Côte bedroeg op 1 januari 2022 13,75 vierkante kilometer; de bevolkingsdichtheid was toen 116,2 inwoners per km².

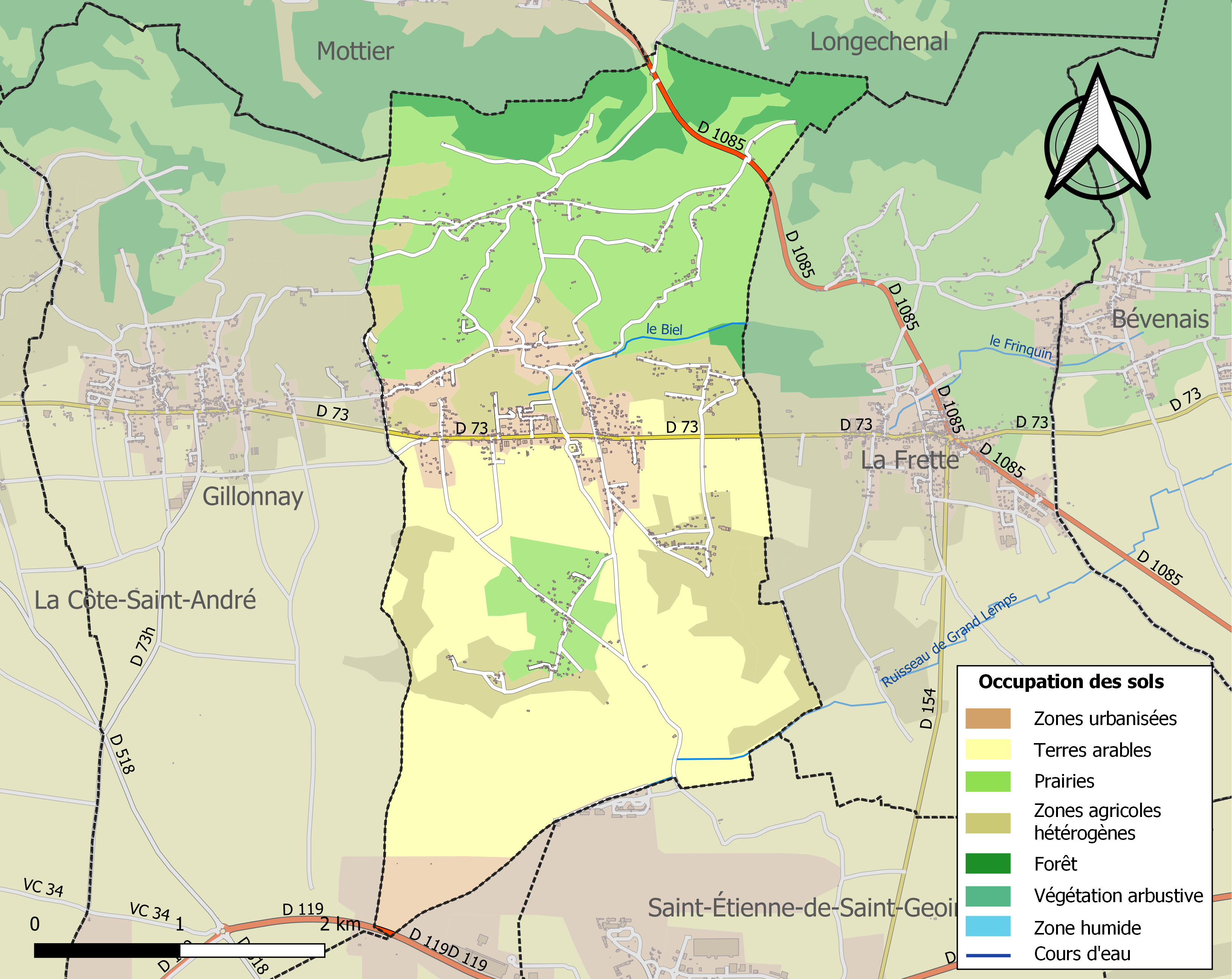
Kaart van de gemeente met de belangrijkste infrastructuur, bodemgebruik en omliggende gemeenten

## Demografie
Onderstaande figuur toont het verloop van het inwonertal (bron: INSEE-tellingen).